# Arrieros de Antioquia
Arrieros de Antioquia es un club de baloncesto colombiano de la ciudad de Medellín, capital del departamento de Antioquia. Jugó en la Liga Profesional de Baloncesto de Colombia.

## Historia
El club fue uno de los fundadores de la época profesional del baloncesto en Colombia, tomando parte de la primera temporada en 1993, ganándola. El club ganó dos títulos más, en 1996 y 2001, con el nombre de Paisas. 
A partir de 2006 el club adquiere el nombre de Arrieros, contando con el apoyo de la empresa privada antioqueña y la Gobernación de Antioquia. En la temporada 2010 logró su cuarto título, juega de local, sus partidos los juega en el Coliseo Iván de Bedout en Medellín, recientemente remodelado para los Juegos Suramericanos de 2010.

## Palmarés

### Torneos nacionales
- Liga Profesional de Baloncesto de Colombia (4): 1993, 1996, 2001, 2010
- Subcampeón de la Liga Profesional de Baloncesto de Colombia (3): 2003, 2007, 2011